# Jozef Arnold
Jozef Arnold (12. června 1916, Nitra – 1. prosince 1995, Bratislava) byl slovenský lékárník a farmaceut, důstojník.

## Životopis
Jeho otcem byl Aladár Arnold, jeho matkou Melánia, rozená Babiková. V letech 1922–1926 navštěvoval lidovou školu v Banské Bystrici, 1926–1934 studoval na gymnáziu v Banské Bystrici a v Ružomberku, 1934–1935 na Škole záložních důstojníků v Brně, 1936–1937 na Vojenské akademii pěchoty v Hranicích na Moravě, 1938 na Škole leteckých pozorovatelů v Prostějově, 1942–1944 farmacii na Lékařské fakultě České univerzity v Bratislavě, 1945–1946 na Karlově Univerzitě v Praze.
V roce 1950 absolvoval doplňující studium farmacie na Slovenské univerzitě v Bratislavě, 1946 PhMr. V roce 1938 poručík leteckého pluku T. G. Masaryka v Praze, 1939 nadporučík v Piešťanech, 1940–1943 velitel letecké roty v Nitře, 1944 kapitán letectví 1. taktické skupiny povstalecké 1. čs. armády na Slovensku v Banské Bystrici, 1945 přidělen na MNO v Košicích, 1946 mjr. na MNO v Praze, 1948 přeřazen do zálohy, 1948–1950 správce lékárny v Košicích a v Bratislavě, 1950–1951 ředitel Medika, 1953–1954 přednosta Ústředny antibiotik v Bratislavě, 1955–1976 správce lékárny v Bratislavě. Během druhé světové války se v letce Daniel účastnil tažení proti SSSR, v roce 1944 se zúčastnil SNP. Po přeřazení do zálohy se věnoval organizátorské a řídící práci ve farmacii, 1948–1951 odpovědný redaktor ČSP.